# Ain Zaatout
Ain Zaatout (în arabă عين زعطوط) este o comună din provincia Biskra, Algeria.
Populația comunei este de 3.693 de locuitori (2008).